# Hniezdne
Hniezdne es un municipio del distrito de Stará Ľubovňa en la región de Prešov, Eslovaquia, con una población estimada a final del año 2024 de 1401 habitantes.
Se encuentra ubicado al noroeste de la región, cerca del río Poprad (cuenca hidrográfica del río Vístula) y de la frontera con  Polonia.

## Demografía
| Año        | 1994 | 2004    | 2014    | 2024    |
| ---------- | ---- | ------- | ------- | ------- |
| Población  | 1370 | 1397    | 1446    | 1401    |
| Diferencia |      | +1,97 % | +3,50 % | −3,11 % |

| Año        | 2023 | 2024    |
| ---------- | ---- | ------- |
| Población  | 1409 | 1401    |
| Diferencia |      | −0,56 % |